# Clipper chip

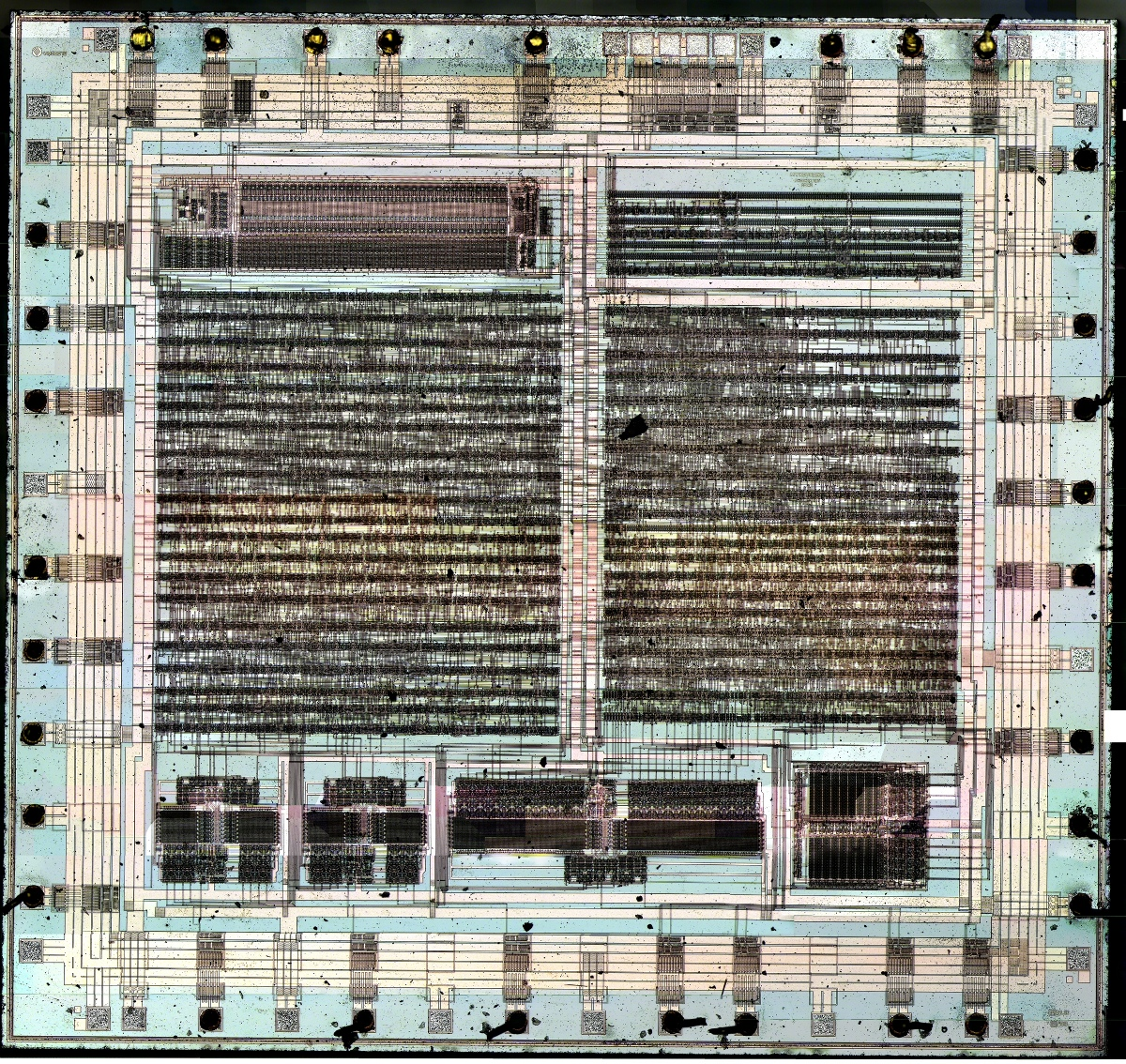
MYK-78

La Clipper chip (puce Clipper) est un projet de cryptoprocesseur conçu par la NSA durant les années 1980. Elle fut développée dans le cadre d'un projet de l'administration américaine destiné à doter les appareils électroniques vendus au grand public d'une puce de sécurité. La clé de chiffrement devait être fournie au gouvernement qui devenait ainsi capable d'écouter les communications si nécessaire.
Skipjack était l'algorithme employé pour le chiffrement au sein du Clipper chip, la puce était conçue pour résister aux modifications externes et permettait au gouvernement d'accéder aux données en clair grâce à un mécanisme nommé Law Enforcement Access Field (LEAF).
Après l'apparition d'une attaque en 1994 découverte par Matt Blaze, le projet fut abandonné en 1996. L'apparition de logiciels comme PGP, qui n'étaient pas sous contrôle du gouvernement, rendirent obsolète la puce Clipper. Les algorithmes Skipjack et KEA furent déclassifiés en 1998.